# Леонтьев, Ярослав Викторович
Яросла́в Ви́кторович Лео́нтьев (род. 14 октября 1966, Москва) — российский историк, журналист.
Сфера научных интересов — русская история XVII века и общественные движения XIX — начала XX веков (в особенности партии социалистов-революционеров), и история Тверского края.

## Биография
Ярослав Викторович Леонтьев родился в 1966 году в Москве, в семье преподавателей вузов, происходивших из потомков крестьян-отходников и сельского духовенства из Тверской и Владимирской губерний.
Сразу по окончании средней школы с августа 1983 года начал работу архивистом 2-й категории в ЦГАОР. Одновременно поступает на заочное отделение Московского историко-архивного института. В 1984 году оставил работу и учёбу из-за прохождения срочной службы в одной из воинских частей Ленинградского военного округа. В 1987 году вернулся на работу в государственные архивы. Работал хранителем, а затем — старшим хранителем фондов ЦГВИА СССР. Вскоре перешёл с заочного на очное отделение факультета архивного дела МГИАИ. Во время учёбы в Историко-архивном институте организовал и возглавил исторический клуб «Былое» при Музее декабристов, начавший активно сотрудничать с создаваемым обществом «Мемориал», участвовал в других общественных инициативах.
Вместе с профессором МГИАИ Б. С. Илизаровым, Т. М. Горяевой и другими коллегами деятельно участвовал в образовании Центра документации «Народный архив» (в настоящее время — в составе РГАНИ), отвечая за сбор документов неформальных общественных организаций. В 1990 году окончил факультет архивного дела, защитив дипломную работу под руководством С. О. Шмидта.
По окончании МГИАИ был приглашён историком В. Г. Сироткиным на должность младшего научного сотрудника в Научно-исследовательский отдел Дипломатической академии МИД СССР. Вскоре был назначен учёным секретарём «Дипломатического ежегодника», издававшегося в Дипакадемии. В 1992 году поступил в очную дневную аспирантуру МГУ имени М. В. Ломоносова по кафедре политической истории.
Во время событий вокруг Белого дома в октябре 1993 года был организатором и старшим (командиром) Санитарной дружины имени Максимилиана Волошина, оказывавшей медпомощь всем жертвам событий. В сандружину под его началом входили также Станислав Маркелов, Пётр Рябов, Александр Майсурян и другие общественные активисты.
В 1995 году был приглашён главным редактором «Общей газеты» Е. В. Яковлевым в качестве исторического обозревателя этого издания. Позже, по приглашению главного редактора «Новой газеты» Д. А. Муратова — работал корреспондентом «Новой газеты».
В январе 1996 года защитил кандидатскую диссертацию «Левонародническая интеллигенция в постреволюционной России». С 1996 года работает на кафедре политической истории факультета государственного управления МГУ, пройдя путь от ассистента до профессора (с 2013) той же кафедры. С 2001 года работает также в РГАСПИ, в Центре по разработке и реализации программ документальных публикаций федеральных и государственных архивов (в настоящее время Центр документальных публикаций). В 2009 году защитил докторскую диссертацию «Левоэсеровское движение: организационные формы и механизмы функционирования». В 2010 году была присуждена степень доктора исторических наук.

## Научная деятельность
Научные интересы Я. В. Леонтьева, прежде всего, связаны с историей общественно-политических движений в России XIX—XX вв. Так, целый ряд его научных трудов посвящён истории движения декабристов. Среди них — статьи о декабристах (П. Г. Каховском, «смоленских вольнодумцах» и др.), по различным проблемным вопросам истории декабристского движения (См., например: Легенда о декабристах // 170 лет спустя… Декабристские чтения 1995 года: Статьи и материалы. М., 1999. С. 172—176). Ярослав Викторович является составителем сборника «Историки Русского Зарубежья о декабристах» (М., 2001), одной из наиболее информативных подборок историографических материалов по декабристскому движению.
Важным достижением стало его обращение к фигуре народоволки В. Н. Фигнер и публикация документов советского периода из её личного фонда в РГАЛИ. Наиболее плодотворным направлением научно-исследовательской работы Я. В. Леонтьева становится история левонароднического движения эпохи Второй Российской революции (1917—1921 гг.), его развитие и гибель в 1920-е гг. Этой проблематике были посвящены обе его диссертации. Его монография («Скифы» русской революции: партия левых эсеров и её литературные попутчики), вызвавшая большое количество рецензий в отечественных и зарубежных СМИ, посвящена двум темам. Прежде всего, это становление и эволюция Партии левых социалистов-революционеров (интернационалистов) в 1917—1918 гг. Второй, центральной темой книги, является связь представителей русских литературных кругов с левоэсеровским движением. Среди героев этой книги С. А. Есенин, Р. В. Иванов-Разумник, А. А. Блок, Б. Л. Пастернак, Н. А. Клюев, А. Белый и многие другие деятели отечественной культуры, чьи судьбы и творчество в тот трагический момент российской истории оказались тесно связанные с левым народничеством. Поистине неоценимым вкладом в историческую науку следует признать многотомный сборник документов «Партия левых социалистов-революционеров». Первый и три части второго тома этого издания, подготовленные коллективом составителей под руководством Я. В. Леонтьева, вышли в серии «Политические партии России. Конец XIX — первая третья XX века. Документальное наследие» при грантовой поддержке РГНФ и РФФИ. На все эти сборники появились положительные рецензии в журнале «Отечественные архивы». Ряд важных научных работ учёного посвящены участникам анархистского движения. Среди них статьи о А. Г. Железнякове и М. Г. Никифоровой, истории «Комитета по увековечению памяти П. А. Кропоткина», анархистского движения в 1920-е гг. Я. В. Леонтьев является постоянным участником чтений по истории анархизма в селе Прямухино Тверской области, Санкт-Петербурге и в подмосковном Дмитрове. Столь же регулярно он участвует в международных чтениях, посвященных жизни и творчеству С. А. Есенина в ИМЛИ РАН, Рязани и Константиново, выступая с докладами о связях поэта с эсерами. Ему принадлежала идея переиздания сборников «Скифы» и одной из ключевых статей Иванова-Разумника «Испытание огнем» в виде книг.
Не менее важной вехой стал многолетний исследовательский проект с Бохумским университетом, посвящённый истории Всесоюзного общества бывших политкаторжан и ссыльнопоселенцев и репрессиям в отношении его членов, вылившийся в проведение международной конференции, с последующим изданием сборника её трудов в 2004 г. Не прекращались и его научные связи с ГАРФ, когда Я. В. Леонтьев принимал участие в составлении научно-справочного аппарата по фонду Р-8409 («Е. П. Пешкова. Помощь политическим заключённым»). В последнее время он также уделяет немало времени выставочно-экспозиционной работе, ведущейся РГАСПИ, в частности, явившись разработчиком концепции состоявшейся в 2015 году выставки «Испытание огнём» К 100-летию Международной Конференции социалистов в Циммервальде", сопровождавшейся проведением международной конференции. В качестве плановых сборников РГАСПИ под научной редакцией Я. В. Леонтьева вышли сборники архивных документов и воспоминаний «Боевой восемнадцатый год» и «На внутреннем фронте Гражданской войны».
Одной из наиболее важных книг для Я. В. Леонтьева, по его собственным словам, стал выход совместной с Е. В. Матониным книги «Красные» (Леонтьеву принадлежат очерки о Б. Д. Камкове, И. К. Каховской, Д. И. Попове, М. Г. Никифоровой и Б. К. Фортунатове). Также он являлся членом редколлегии энциклопедии «Россия в Гражданской войне. 1918—1922». Он подготовил к изданию книгу «Воспоминания террористки» И. К. Каховской, снабженную обширным научным комментарием и публикацией архивных приложений.
Важной областью научных исканий Я. В. Леонтьева стало изучение сюжетов истории Смутного времени, связанных с военной деятельностью выдающегося полководца М. В. Скопина-Шуйского и его соратников, особенно Д. В. Жеребцова, рассматриваемых, как предшественники К. Минина и Д. Пожарского. Среди героев исследований учёного — воины земских ополчений, русские партизаны и польские полевые командиры эпохи Смуты. К тому же, начиная с 2002 года, Ярослав Викторович является научным руководителем действующей в четырёх регионах ЦФО межрегиональной программы «Под княжеским стягом», посвящённой увековечению памяти Скопина-Шуйского. Нельзя обойти вниманием и многочисленные краеведческие работы Я. В. Леонтьева, связанные, преимущественно, с родиной предков — Тверским краем. Под научной редакцией Я. В. Леонтьева вышло несколько сборников чтений Калязинского краеведческого музея имени И. Ф. Никольского, альманах «Калязинские были» (Калязин, 2013). Возглавляет Кашинско-Калязинское землячество в Москве, регулярно проводящее заседания по генеалогии и истории края, начиная с 2007 года. Также входит в состав Совета «Ассоциации Тверских землячеств» и правления Тверского землячества в Москве. Является сопредседателем Макарьевских Калязинских чтений, проводившихся трижды, собиравших краеведов и учёных из ИРИ РАН, Московской Духовной Академии и ряда университетов. Три выпуска чтений увидели свет в 2014—2018 годах.
Статьи Я. В. Леонтьева выходили в Германии, Греции, Италии, Франции, Польше и Украине.

## Семья
Женат, воспитывает дочь.